# Los Ángeles, Amatenango de la Frontera
Los Ángeles är en ort i Mexiko.   Den ligger i kommunen Amatenango de la Frontera och delstaten Chiapas, i den sydöstra delen av landet, 900 km sydost om huvudstaden Mexico City. Los Ángeles ligger 807 meter över havet och antalet invånare är 140.
Terrängen runt Los Ángeles är bergig åt sydväst, men åt nordost är den kuperad. Runt Los Ángeles är det ganska tätbefolkat, med 100 invånare per kvadratkilometer. Närmaste större samhälle är Frontera Comalapa, 10,3 km norr om Los Ángeles. I omgivningarna runt Los Ángeles växer i huvudsak städsegrön lövskog.